# Campeonato Roraimense de Futebol de 2006
O Campeonato Roraimense de 2006 foi a 51.ª edição do principal campeonato de futebol do estado, contou com 8 clubes (sendo 6 de Boa Vista, 1 de Mucajaí e o Rio Negro mandou seus jogos em Caracaraí) e teve como campeão o Baré.

## Regulamento
As oito equipes se enfrentam em dois turnos. No primeiro, todos jogam contra todos. No segundo, os times se dividem em dois grupos, onde enfrentam dentro das chaves. Os campeões de cada grupo decidem uma vaga na final do 2º turno, para enfrentar o campeão do 1º turno na grande final.
O time que der WO é declarado derrotado por 1 a 0.

## Segundo turno

### Grupo A

#### Rodadas
| 22 de março | São Raimundo | 6 - 0 | GAS       |
| 22 de março | Baré         | 4 - 1 | Progresso |

| 29 de março | Baré         | 6 - 0 | GAS       |
| 29 de março | São Raimundo | 6 - 0 | Progresso |

| 8 de abril | Progresso | 0 - 1 (O Progresso deu WO) | GAS          |
| 8 de abril | Baré      | 3 - 1                      | São Raimundo |

### Grupo B

#### Rodadas
| 25 de março | Roraima | 2 - 1 | Rio Negro |
| 25 de março | River   | 0 - 3 | Náutico   |

| 1 de abril | Roraima | 2 - 0 | River     |
| 1 de abril | Náutico | 3 - 1 | Rio Negro |

| 15 de abril | River   | 0 - 2 | Rio Negro |
| 15 de abril | Náutico | 1 - 2 | Roraima   |

### Final do 2º turno
- Baré 3 – 2 Atlético Roraima

## Premiação
O Baré foi vencedor dos dois turnos e não foi necessário a realização de uma final geral.
| Campeonato Roraimense de 2006 |
| Campeonato Roraimense         |
| ----------------------------- |
| Baré Campeão (25º título)     |